# Rudolf Hurt
Rudolf Hurt (26. listopadu 1902 Šardice – 11. srpna 1978 Brno) byl český archivář, historik a středoškolský pedagog.

## Život
Nejdříve studoval na gymnáziu v Kyjově. Po studiu historie na Filozofické fakultě Univerzity Karlovy 1921–1925 pokračoval na Státní archivní škole.
Poté krátce působil jako gymnasiální profesor a v roce 1929 nastoupil do Moravského zemského archivu v Brně, který řídil po nastoupení tehdejšího ředitele Františka Hrubého na fakultu. Jeho odborným zájmem byly regionální a církevní dějiny, jeho nejvýznamnějším dílem je publikace Dějiny cisterciáckého kláštera na Velehradě